# إيكو(فرنسا)

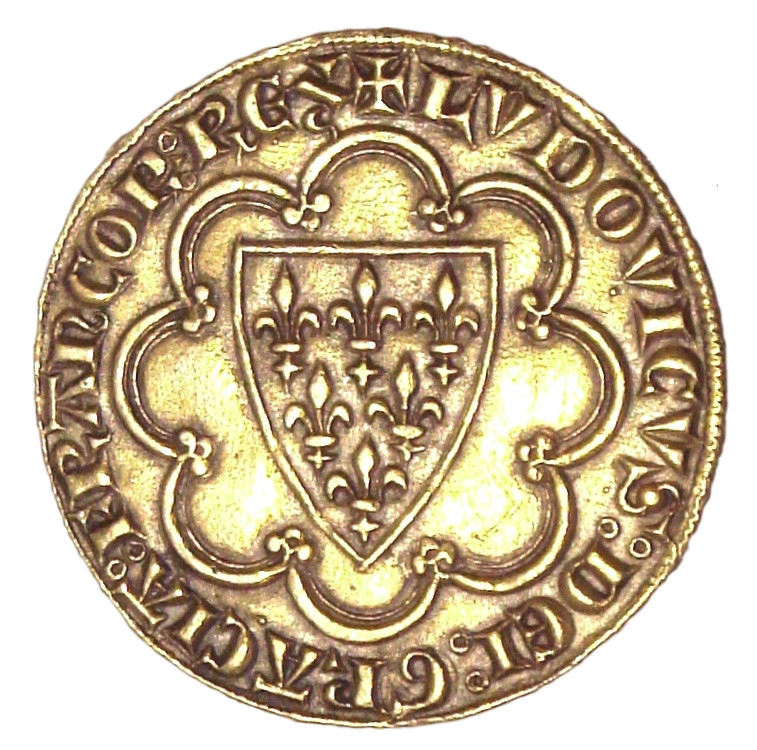
أول إيكو أصدره لويس التاسع ملك فرنسا في عام 1266.

مصطلح إيكو ( فرنسا ) قد يشير إلى واحدة من العملات الفرنسية العديدة. كانت أول إيكو عبارة عن عملة ذهبية ( الإيكو دور ) قاموا بسكها في عهد لويس التاسع ملك فرنسا في عام 1266. تباينت قيمة الإيكو بطريقة كبيرة بمرور الوقت كما قاموا بتقديم العملات الفضية (المعروفة باسم إيكو دارجنت ).
إيكو (من الكلمة اللاتينية درع ) وتعني الدرع وقد أطلق على العملة هذا الاسم لأن تصميمها كان يتضمن شعار النبالة لفرنسا. ترتبط الكلمة بالكلمة الكاتالونية درع ، أو الإيطالية درع أو البرتغالية والقشتالية درع. في اللغة الإنجليزية كان يُشار إلى الإيكو غالبًا باسم التاج  أو التاج الفرنسي في عصور التاج الإنجليزي والتاج البريطانيوالتيجان الأخرى.

## تاريخ

### أصل
عندما تولى لويس التاسع العرش كانت فرنسا لا تزال تستخدم قطع الدينار الفضية الصغيرة (المختصرة بـدي .)، والتي كانت متداولة منذ عهد شارلمان مع استبعاد العملات الفضية أو الذهبية الأكبر حجمًا. على مر السنين منح الملوك الفرنسيون العديد من النبلاء والأساقفة الحق في سك العملات المعدنية وتنافست عملاتهم "الإقطاعية" مع العملات الملكية. لقد أظهرت مدينتا البندقية وفلورنسا بالفعل وجود طلب على العملات الفضية والذهبية الأكبر حجمًا وفي عام 1266 سعى لويس التاسع إلى الحصول على ميزة للعملات الملكية من خلال توسيعها في هذه المناطق. كان يحمل عملة ذهبية تحمل صورة درع مزين بزهرة الزنبق وهو شعار النبالة لملوك فرنسا في ذلك الوقت. قاموا بتقييم هذه العملات كما لو كان الذهب يساوي 10 أضعاف الفضة فقط وهي نسبة غير واقعية حاول إدوارد الثالث ملك إنجلترا استخدامها دون جدوى. لقد فشلت مرة أخرى وكانت عملات لويس التاسع الفضية ناجحة للغاية ولكن عملاته الذهبية لم تُقبل بهذا المعدل وأوقف خليفته سك العملات الذهبية.

### إيكو دور
أعاد فيليب الرابع إدخال العملة الذهبية إلى فرنسا في عام 1296 وبدأ سلسلة من الأنواع المصممة بشكل باهظ ولكنها تتغير بسرعة. قاموا بتسمية هذه العملات المعدنية عمومًا وفقًا لتصميم وجهها الأمامي وكانت العملة المعدنية درع على الكرسي التي قدمها فيليب السادس في عام 1337 تُظهر درعًا يحمل شعار النبالة لملوك فرنسا بجانب الملك الجالس. أنفق فيليب السادس كميات هائلة من هذه العملات لدعم حلفائه في هولندا في بداية حرب المائة عام و نسخت هذه العملة على نطاق واسع في هولندا.
أنهى تشارلز السادس ممارسة تغيير تصميمات العملات الذهبية بشكل متكرر (ولكن ليس التلاعب بوزنها وقيمتها) في عام 1385 من خلال إصداره عملة "درع مع التاج" . قاموا بتسميتها مرة أخرى على اسم الدرع الموجود على الوجه والذي يوجد فوقه الآن تاج وشعار النبالة الحديث لملوك فرنسا مع ثلاثة زهور الزنبق. لقد حقق والد تشارلز السادس مكاسب كبيرة ضد الإنجليز لكنه نقل التكلفة إلى أبنائه. لقد تخلت حكومة الطفل شارل السادس عن سياسة والده النقدية السليمة من خلال استبدال الفرنك الذهبي. كان وزن العملة الجديدة ذات التاج أقل من الفرنك لكن قيمتها زادت من 1 ليرة ( ₶. )، أي 20 سوس (اختصارًا أس ) للفرنك إلى 22 شلنًا . 6 د . (أي 1 ₶ . 2 ثانية . 6 د ) للوحدة. ولم يكن هذا مجرد خفض للقيمة فحسب، بل في حين قاموا بتحديد قيمة الفرنك بتقييمه بـ ليرة واحدة فإن تقييم العملة المعدنية (الإيكو) بالتاج كان عرضة للتلاعب.
في عام 1475 أنشأ لويس الحادي عشر نوعًا مختلفًا من درع مع التاج يسمى درع للشمس لأن الشمس ظهرت الآن فوق الدرع. استمرت عملية خفض قيمة العملة. في عام 1515 قاموا بتقييم عملةدرع في الشمس بـ 36 شلنًا. 9 د. ولكن تمت زيادتها إلى 45 ثانية. بحلول عام 1547 مع أن أن وزنها ودقتها قد انخفضا في عام 1519. استمر تصميم الإيكو دون تغيير جوهري على العملات الذهبية الفرنسية حتى عام 1640 عندما حل محله لويس دور .

في النصف الثاني من القرن السادس عشر، أثر الذهب والفضة المستوردان من أمريكا الإسبانية على الاقتصاد الفرنسي لكن ملك فرنسا لم يحصل على قدر كبير من الثروة الجديدة. فاستجاب لذلكمن طريقة إعادة تقييم الإيكو الذهبي على مراحل ابتداءً من 45 ثانية. في 1547 إلى 60 ثانية أي 3 ₶. ، في عام 1577. وقد أدى هذا إلى تفاقم التضخم الناجم عن زيادة المعروض من الذهب والفضة وأضافت الجمعية العامة التي اجتمعت في بلوا في عام 1576 إلى الضغط العام لوقف التلاعب بالعملة.
في عام 1577 وافق هنري الثالث على تثبيت قيمة الإيكو دور عند 3 ₶. واعتماد نظام نقدي جديد مع تحديد الأسعار بالإيكوس. وكجزء من هذا النظام قدم عملات ربع إيكو وثمن إيكو المصنوعة من الفضة. كانت أنواع الربع والثمن من عملة عملة فضية متوازية مع أنواع عملة إكو دور مع شعارات ملكية على الوجه وصليب على الوجه الآخر. ولأول مرة في التاريخ الفرنسي حملت هذه العملات المعدنية علامة القيمة حيث قاموا بوضع الرقمين IIII أو VIII على جانبي الدرع. أضافت العملات الملكية التي قاموا بسكها في دور سك العملة في نافارا وبيارن شعارات النبالة المحلية إلى زهرة الزنبق في فرنسا. كما ضربت العملات الإقطاعية في بويون وسيدان وشاتو رينو وريثيل ربع إيكو مع استبدال شعاراتهم الخاصة بالشعارات الملكية. بحلول القرن السابع عشر ارتفعت قيمة هذه العملة النقدية من 3 ₶. إلى أكثر من 5 ₶. في حين أن ربع الإيكو الفضي المطروق الذي قاموا بضربه حتى عام 1646 سيرتفع في القيمة من 15 شلنًا . إلى 1 ₶.

### لويس الفضي أو إيكو من عام 1641
ولكن هذا لم يمنح فرنسا عملة معدنية قادرة على منافسة التالر التي كانت شائعة في ألمانيا. علاوة على ذلك، كانت العملات الفرنسية لا تزال تُصنع يدوياً، لذا كان من الممكن إزالة المعادن الثمينة بشكل غير قانوني من حواف العملات قبل تمريرها. وأخيرا، تم صنع الإيكو دور من الذهب عيار 23 قيراط، وهو ما لم يكن المعيار الدولي. لقد أصلح لويس الثالث عشر كل هذا. قام بتركيب آلات صنع العملات في دار سك العملة في باريس واستبدل عملة الإيكو دور بعملة لويس دور في عام 1640. في عام 1641 قدم عملة فضية بحجم الثالر تسمى في الأصل لويس دارجنت ، صدرت بسعر 9 مقابل مارك فرنسي من الفضة، 11/12 نقية (24.93 جرام من الفضة النقية)، وقيمتها ثلاثة <i id="mwxg">ليفر تورنوا</i> - نفس القيمة التي استقرت بها عملة الإيكو دور في عام 1577. هذا الجديد 3 ₶. كما أصبحت العملة المعدنية تسمى أيضًا إيكو .

### إيكو فضي من عام 1726

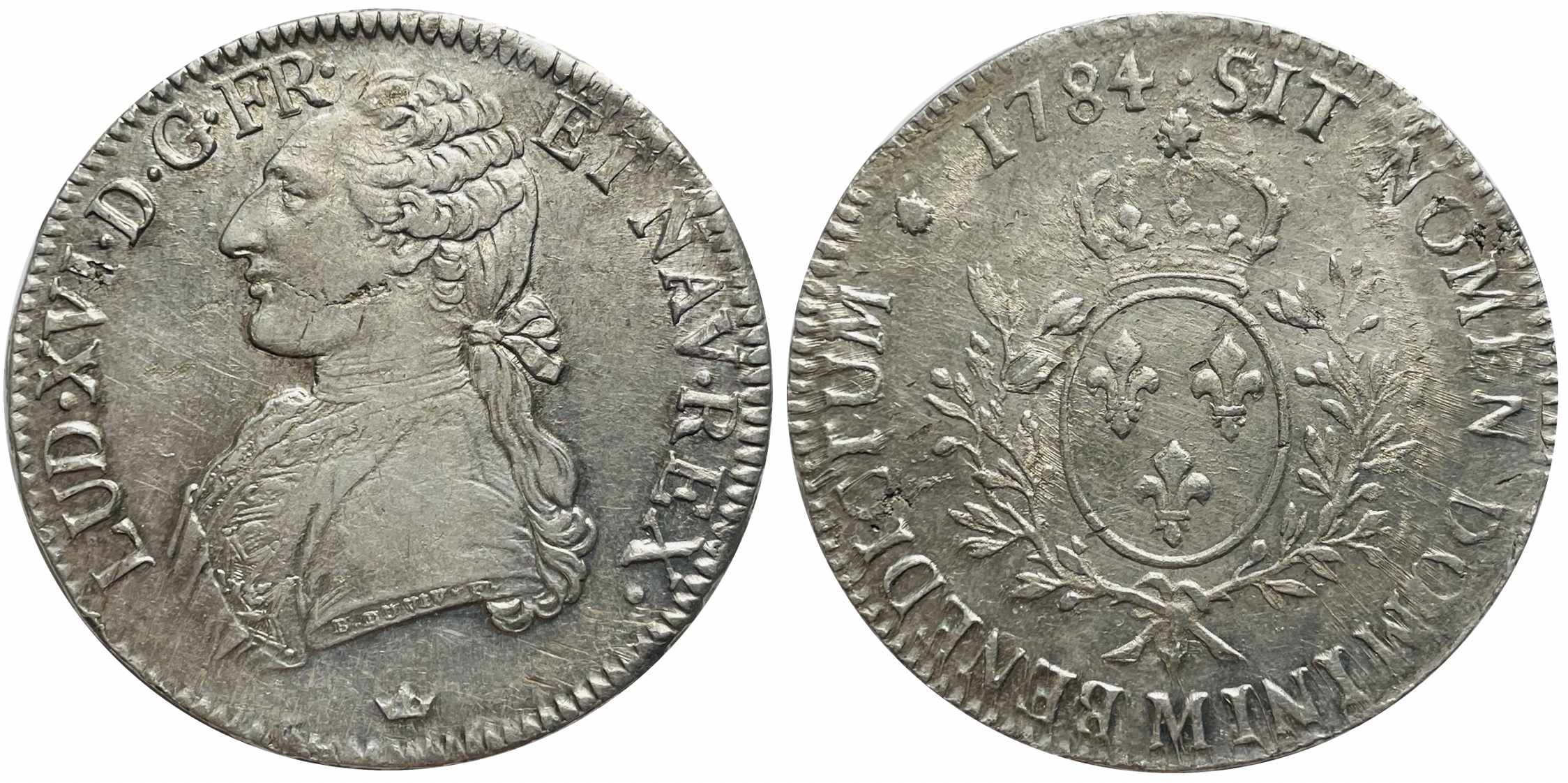
عملة فضية : 1 إيكو - لويس السادس عشر 1784

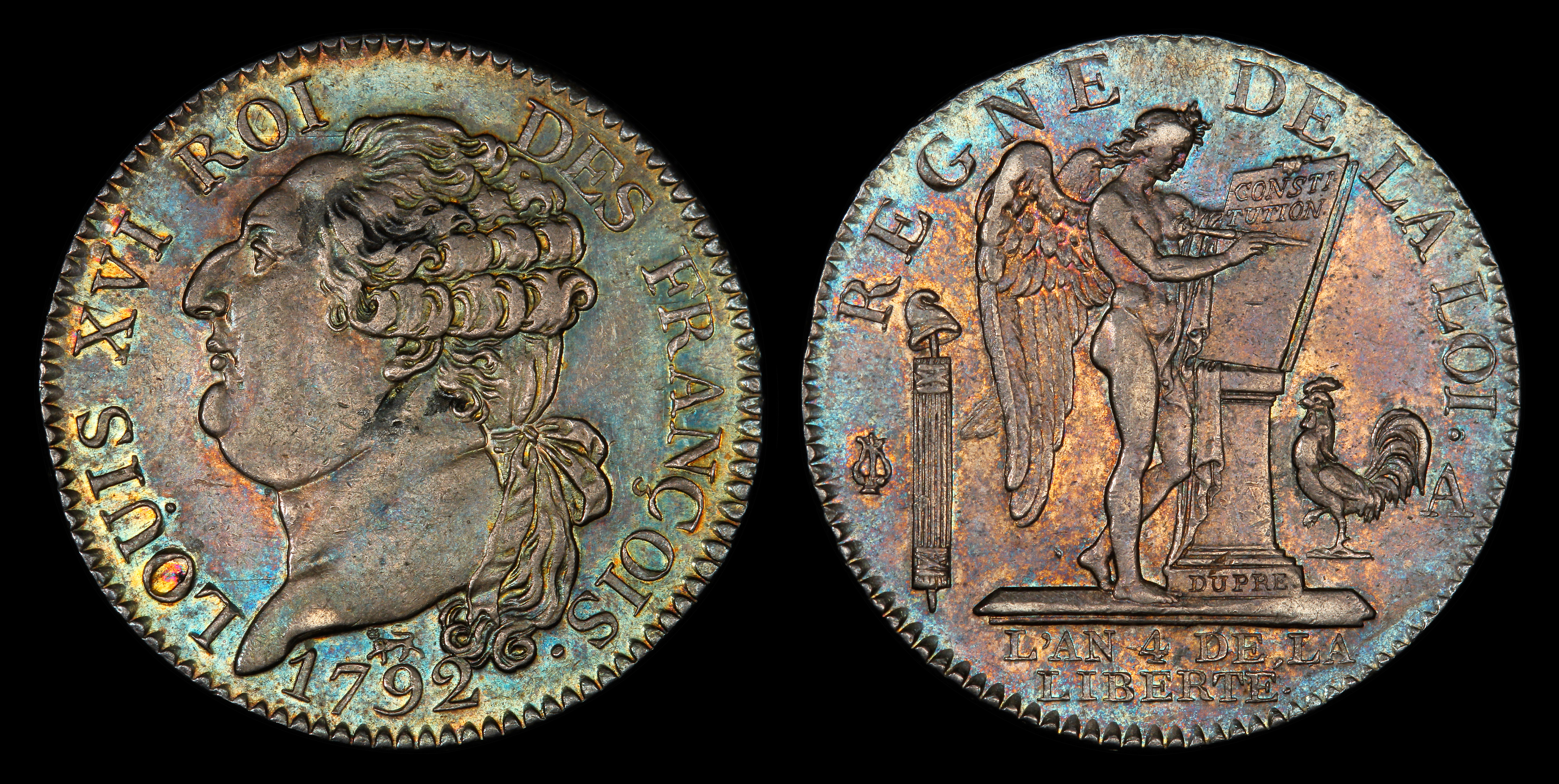
1792 نصف إيكو لويس السادس عشر

من عام 1690 إلى عام 1725 كانت الأسعار غير مستقرة مما أدى إلى إيقاف عملة لويس دارجنت لصالح عملة إيكو الفضية الجديدة. في عام 1726 قاموا بإصدارها لأول مرة بسعر 8.3 لمارك فرنسي من الفضة 11/12 نقية (أو 27.03 جرام من الفضة النقية) وقيمتها 6 <i id="mw2A">₶</i>. قاموا بتقسيم الإيكو الفضي إلى1⁄8 عملة قيمة ( ثمانية أقدام من ) أ1⁄4عملة بقيمة ( ربع وحدة نقدية ) وعملة قيمة ( نصف إيكو ). كانت جميع العملات تحمل تمثال نصفي للملك على الوجه الأمامي وشعار النبالة الملكي على الوجه الخلفي.
كان هذا الإيكو الفضي يُعرف باسم لوبثالر في ألمانيا. قاموا بتداوله في جنوب ألمانيا بسعر 2.8 غولدن جنوب ألمانيا . في سويسرا كان يساوي أربعة ليفر برني أو أربعة فرنكات جمهورية هلفتيك. لمعرفة المزيد عن نظام العملة في القرنين السابع عشر والثامن عشر انظر لويس دور و كتاب تورنويس وسكودو الإيطالي .

### الثورة الفرنسية
اختفى الإيكو الفضي أثناء الثورة الفرنسية وقاموا باستبداله بالفرنك بسعر 6 ₶.= 6/1.0125 أو 5.93 فرنك. بمعدل 4.5 جرام من الفضة النقية لكل فرنك كان هذا يعني أن كل إيكو يحتوي فقط على 26.66 جرام من الفضة النقية.
لكن العملات الفضية بقيمة 5 فرنك والتي قاموا بسكها طوال القرن التاسع عشر كانت مجرد استمرار للعملة القديمة إيكو وغالبًا ما كان الفرنسيون يطلقون عليها إيكو. كان الإيكو كما كان موجودًا مباشرة قبل الثورة الفرنسية يعادل تقريبًا (من حيث القدرة الشرائية) 24 يورو أو 30 دولارًا أمريكيًا في عام 2017.